# Veríssimo Correia Seabra
Veríssimo Correia Seabra (* 16. Februar 1947 in Bissau; † 6. Oktober 2004 ebenda) war 2003 kurzzeitig Staatschef von Guinea-Bissau.

## Frühe Jahre
Seabra stammte aus Bissau, der Hauptstadt der damaligen portugiesischen Kolonie Portugiesisch-Guinea. Mit 16 Jahren schloss er sich 1963 der Unabhängigkeitsbewegung PAIGC an. 1966 ging er nach Bulgarien, um Elektrotechnik zu studieren, und 1971 in die Sowjetunion, wo er eine militärische Ausbildung erhielt. Nach seiner Rückkehr war er zuständig für die Artillerie im Guerillakrieg gegen die Portugiesen an der Grenze zum südlichen Nachbarland Guinea-Conakry, wo die PAIGC ihre wichtigsten Basen hatte. Nachdem das Land nach der Nelkenrevolution 1974 als Guinea-Bissau unabhängig wurde, erhielt Seabra 1976 eine Offiziersausbildung in Portugal.

## Soldat
In den folgenden Jahren spielte er eine wichtige Rolle in der PAIGC, die nun Einheitspartei war. 1980 beteiligte er sich am Putsch gegen den Präsidenten Luís de Almeida Cabral. Er stieg in der militärischen Hierarchie auf und war 1991 bis 1992 stellvertretender Kommandeur des Kontingents von Guinea-Bissau bei der UN-Mission in Angola. 1994 wurde er Operationschef des Oberkommandos.
1998 unterstützte er Ansumané Mané in dessen Versuch, den Präsidenten João Bernardo Vieira zu stürzen, was nach einem verlustreichen Bürgerkrieg im Mai 1999 auch gelang. Seabra wurde Stabschef der Armee und blieb loyal gegenüber dem neuen Präsidenten Kumba Ialá, als Mané im November 2000 einen erneuten Putschversuch unternahm und getötet wurde.

## Staatschef
Nachdem sich Ialá als Präsident als glück- und erfolglos erwies und seine Soldaten vergeblich auf Sold warteten, stürzte Seabra den Präsidenten am 14. September 2003. Im eigenen Land wurde der Putsch eher begrüßt, im Ausland hingegen überwiegend verurteilt. Als Vorsitzender eines Komitees für die Herstellung einer verfassungsmäßigen und demokratischen Ordnung übergab er das Amt des Staatsoberhaupts am 28. September 2003 an Henrique Pereira Rosa als Kopf einer Übergangsregierung. Am 28. März 2004 fanden freie Parlamentswahlen statt.
Seabra wurde am 6. Oktober 2004 wegen ausstehender Bezahlung von meuternden Soldaten gefangen genommen und ermordet.